# Manhartsberg
Manhartsberg este un munte format din roci de granit ce are altitudinea de 537 m deasupra n.m.. El este situat în Austria Inferioară făcând parte din munții Böhmische Masse partea austriacă. Regiunea muntoasă se întinde între râul Thaya și regiunea Wagram care are altidunea maximă de 40 m. Spre nord ajunge până la orașul Znojmo din Moravia, Cehia fiind limitat la est de Waldviertel și Weinviertel iar la vest de râul Kamp și Parcul Național  Kamptal-Schönberg.